# Ekstraliga U24
Ekstraliga U24 – drużynowe rozgrywki żużlowe dla zawodników do 24. roku życia. Organizowane od sezonu 2022. W rozgrywkach startują drużyny U-24 klubów Ekstraligi, a od drugiej edycji prawo startu posiada również drużyna U-24 spadkowicza z Ekstraligi z poprzedniego sezonu.

## Medaliści
| Rok  | Złoto                    | Srebro                   | Brąz        | Źr.   |
| ---- | ------------------------ | ------------------------ | ----------- | ----- |
| 2022 | TŻ Ostrovia              | Unia Leszno              | WTS Wrocław | [ 1 ] |
| 2023 | Stal Gorzów Wielkopolski | Wilki Krosno             | TŻ Ostrovia | [ 2 ] |
| 2024 | WTS Wrocław              | Stal Gorzów Wielkopolski | Unia Leszno |       |
| 2025 |                          |                          |             |       |

## Klasyfikacja medalowa
Stan po sezonie 2024
| Lp. | Klub                     | Złoto | Srebro | Brąz | Razem |
| --- | ------------------------ | ----- | ------ | ---- | ----- |
| 1.  | Stal Gorzów Wielkopolski | 1     | 1      | –    | 2     |
| 2.  | TŻ Ostrovia              | 1     | –      | 1    | 2     |
| 2.  | WTS Wrocław              | 1     | –      | 1    | 2     |
| 4.  | Unia Leszno              | –     | 1      | 1    | 2     |
| 5.  | Wilki Krosno             | –     | 1      | –    | 1     |